# Humlebæk Centret
Humlebæk Centret er et lokalt indkøbscenter beliggende ved Humlebæk Station i Fredensborg Kommune i Nordsjælland, ca. 33 km nord for København.
Centret blev opført i 1976-77 ved arkitekt Erik Korshagen som et delvis overdækket center. Efter en udvidelse af centret omkring årtusindskiftet blev antallet af butikker udvidet med 10, så centret i dag har 31 butikker og spisesteder. Der blev endvidere bygget boliger i forbindelse med udvidelsen.
Der findes et bibliotek i tilknytning til centret.
Fra Humlebæk station er der kystbanetog hvert 20. minut i dagtimerne i begge retninger (hhv. Helsingør og København H / Kastrup / Malmö).
Centret ligger i gåafstand til Kunstmuseet Louisiana.
55°57′50″N 12°31′50″Ø / 55.96389°N 12.53056°Ø